# Cratere Poseidon
Poseidon è un cratere sulla superficie di Teti.